# Huascarán
O Huascarán ou Nevado Huascarán é uma montanha da Cordilheira Branca, parte dos Andes peruanos. Com 6 768 m, o mais meridional de seus picos (Huascarán Sur) é o mais alto do Peru e o sexto da América do Sul após o Aconcágua, o Ojos del Salado, Monte Pissis, Bonete Chico e Tres Cruces Sul.
É a montanha mais alta de toda a zona tropical da Terra, além de seu cume ser o segundo ponto da superfície terrestre mais afastado do centro do Planeta (depois do Chimborazo, no Equador) e o ponto terrestre com a menor atração gravitacional. O pico é formado pelos remanescentes erodidos de um estratovulcão ainda mais elevado que a montanha que hoje existe.
A montanha recebeu o seu nome de Huáscar, um chefe inca do século XVI que era o Sapa Inca do Império Inca.
O Huascarán está tombado dentro de um parque nacional com o mesmo nome.
Em 1989, um grupo de oito montanhistas amadores, chamados "Social Climbers", fez o que foi reconhecido pelo Guinness Book of Records (ed. 1990) como o "mais alta festa de jantar do mundo" no topo do Huascarán, como documentaram Chris Darwin e John Amy no seu livro The Social Climbers, tendo recolhido 10 000 libras esterlinas para caridade.

## A periculosidade do Huascarán

### 1962
Um deslizamento de terras em 11 de janeiro de 1962, causado por uma rápida subida de temperatura, matou cerca de 4000 pessoas.

### 1970

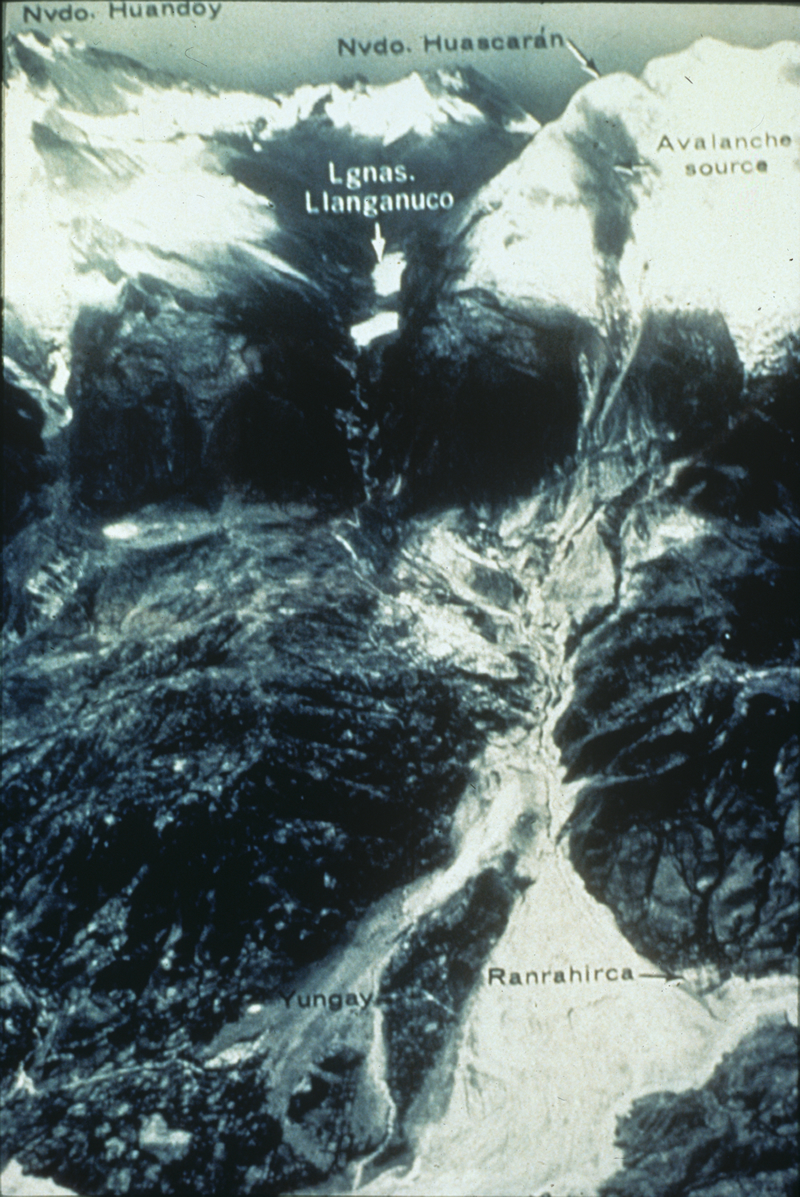
Fotografia tirada após a avalanche de 1970 mostrando as cidades enterradas de Yungay e Ranrahirca

Em 31 de maio de 1970, o terremoto de Ancash causou o colapso de uma parte substancial do lado norte da montanha em uma avalanche com cerca de 80 milhões de metros cúbicos (2,8 bilhões de pés cúbicos) de gelo, lama e rocha, medidos cerca de 0,8 por 1,6 quilômetros. Ele avançou cerca de 18 km (11 milhas) a uma velocidade média de 280 a 335 km/h , enterrando as cidades de Yungay e Ranrahirca sob gelo e rocha, matando mais de 20 000 pessoas. Pelo menos 20 000 pessoas também foram mortas em Huaraz, local de uma avalanche em 1941. Estimativas sugerem que o terremoto matou mais de 66 000 pessoas. O balanço final foi de 67 000 mortos e 800 000 desabrigados, tornando este o pior desastre induzido por terremoto no Hemisfério Ocidental.

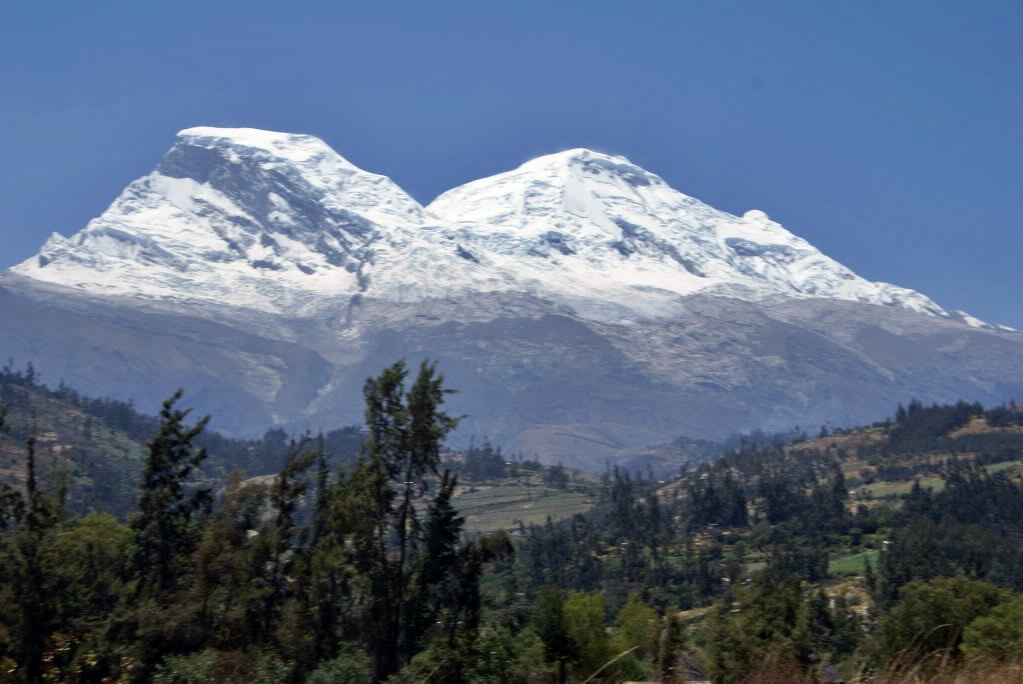
Nevado Huascarán Sur visto de Callejón de Huaylas.